# Boris Rogaczow
Boris Władimirowicz Rogaczow (właśc. Cyfranowicz) (ros. Борис Владимирович Рогачев (Цифранович), ur. 1896 w Połtawie, zm. w lutym  1939) – funkcjonariusz radzieckich służb specjalnych, major bezpieczeństwa państwowego.

## Życiorys
Urodzony w żydowskiej rodzinie, skończył 6 klas szkoły prywatnej, pracował w drukarni i w fabryce w Kobelakach, w sierpniu 1915 powołany do armii carskiej, uczestnik I wojny światowej. Walczył na Froncie Południowo-Zachodnim, w czerwcu i w grudniu 1916 ranny, 1917 członek komitetu pułkowego i dywizyjnego w Kobelakach. Po traktacie brzeskim w marcu 1918 wrócił do Połtawy, gdzie wstąpił do partii borotbistów, a wkrótce do partii bolszewickiej RKP(b), od listopada 1918 działacz komunistycznego podziemia w Połtawie. Od 1919 w Armii Czerwonej, pracownik sztabu 1 Armii w Orenburgu, 1919-1920 szef oddziału prasy wydziału cenzury wojskowej rejonu orenburskiego, później pełnił analogiczną funkcję w Jekaterynosławiu).
Od listopada 1920 funkcjonariusz jekaterynosławskiej gubernialnej Czeki, w latach 1922-1923 dowódca oddziału pogranicznego GPU w Tyraspolu, 1923 szef okręgowego oddziału GPU w Tyraspolu i pomocnik dowódcy, następnie dowódca podolskiego oddziału pogranicznego GPU, od 1925 do 11 maja 1926 pomocnik dowódcy oddziału pogranicznego OGPU w Kamieńcu Podolskim ds. operacyjnych. Od 11 maja 1926 do 1927 pomocnik szefa Wydziału Specjalnego 14 Korpusu Strzeleckiego, 1927-1929 szef Zarządu Ekonomicznego Okręgowego Oddziału GPU w Kijowie, 1929-1930 szef Zarządu Ekonomicznego Okręgowego Oddziału GPU w Odessie, od października 1930 do 1931 szef Zarządu Ekonomicznego Odeskiego Sektora Operacyjnego GPU. Od 22 listopada 1931 do 16 grudnia 1932 sekretarz Wydziału Specjalnego OGPU ZSRR, od grudnia 1932 do 11 marca 1934 pomocnik szefa Wydziału Tajno-Politycznego GPU Ukraińskiej SRR, od 11 marca do 10 lipca 1934 szef Wydziału Specjalnego Pełnomocnego Przedstawicielstwa OGPU obwodu czelabińskiego. Od 13 lipca 1934 do 10 lutego 1935 szef Wydziału Specjalnego Zarządu Bezpieczeństwa Państwowego (UGB) Zarządu NKWD obwodu czelabińskiego, od 23 czerwca 1935 do 25 grudnia 1936 szef Oddziału 3 Wydziału Specjalnego Głównego Zarządu Bezpieczeństwa Państwowego, od 5 grudnia 1935 kapitan bezpieczeństwa państwowego, od 22 maja do grudnia 1936 szef Głównego Zarządu Bezpieczeństwa Państwowego Armii Powietrznej. Od 25 grudnia 1936 do 28 stycznia 1937 szef Oddziału 3 Wydziału 5 Głównego Zarządu Bezpieczeństwa Państwowego, od 28 stycznia do 28 marca 1938 pomocnik szefa Wydziału 5 i szef Oddziału 4 Wydziału 5 Głównego Zarządu Bezpieczeństwa Państwowego, 27 lutego 1938 awansowany na majora bezpieczeństwa państwowego. Od 28 marca do 20 sierpnia 1938 szef Wydziału 1 Zarządu 2 NKWD ZSRR, od 20 sierpnia do 29 września 1938 szef Wydziału 2 Zarządu 2 NKWD ZSRR, od 29 września do 18 grudnia 1938 pomocnik szefa Wydziału 4 Głównego Zarządu Bezpieczeństwa Państwowego. 
18 grudnia 1938 aresztowany, 20 lutego 1939 skazany na śmierć przez Wojskowe Kolegium Sądu Najwyższego ZSRR, następnie rozstrzelany.

## Odznaczenia
- Order Czerwonej Gwiazdy (2 stycznia 1937)
- Order „Znak Honoru” (22 lipca 1937)
- Odznaka "Honorowy Funkcjonariusz Czeki/GPU (XV)" (20 grudnia 1932)